# Paulistània
Paulistània és un municipi brasiler de l'estat de São Paulo.

## Geografia
Es localitza a una latitud 22è34'42" sud i a una longitud 49è24'10" oest, estant a una altitud de 645 metres. La seva població estimada el 2004 era de 1.910 habitants.

### Demografia
Dades del Cens - 2000
Població total: 1.779
- Urbana: 999
- Rural: 780
- Homes: 941
- Dones: 838
- Densitat demogràfica (hab./km²): 6,92
- Mortalitat infantil fins 1 any (per mil): 7,65
- Esperança de vida (anys): 76,37
- Taxa de fecunditat (fills per dona): 2,56
- Taxa d'alfabetització: 85,14%
- Índex de Desenvolupament Humà (IDH-M): 0,774
- IDH-M Renda: 0,667
- IDH-M Longevitat: 0,856
- IDH-M Educació: 0,800

(Font: IPEADATA)

### Hidrografia
- Turvo
- Rio Alambari
- Rio Corrego del Sa Gerônimo
- Rio Ribeirão del Limoeiro

## Comunicacions
La ciutat era atesa per la Telecomunicacions de São Paulo (TELESP). El 1998 aquesta empresa va ser privatitzada i venuda per la Telefònica, sent que el 2012 l'empresa va adoptar la marca Vivo per les seves operacions de telefonia fixa.

## Administració
- Alcalde: Dr PAULO AUGUSTO GRANCHI (2017/2020)
- Tinent d'alcalde: CARLOS ROBERTO MARQUES
- President de la càmera:JOSE MAURO CADAMURO